# 古山あゆみ
古山 あゆみ（ふるやま あゆみ、1973年5月25日 - ）は、日本の女性声優。福岡県出身。

## 略歴
高校時代、友人に誘われて演劇部に所属していた。その時、演じることは面白いと思っていたが、体の動きが難しかったため、声だけで表現する声優に興味を持ったという。「声だけの演技が完璧にできたら舞台での演技もできるようになるかな」と欲をもって挑戦してみたという。
青二塾卒業。
初仕事は覚えておらず、ラジオCMだったと語る。現場で、マイクの使い方が分からなくなるくらい緊張していたが、あまりのパニックで全て忘れてしまったという。
2001年3月31日まで青二プロダクション所属、その後コスモ・スペースへ。

## 人物
方言は博多弁。
趣味は映画鑑賞。

## 出演
太字はメインキャラクター。

### テレビアニメ
1996年
- 地獄先生ぬ〜べ〜（女子、女の子、子供）
- ゲゲゲの鬼太郎（第4作）（1996年 - 1998年、女子高生B、キツネB、女性アナウンサー、女）
- 美少女戦士セーラームーンセーラースターズ（若い娘）

1998年
- LET'S ぬぷぬぷっ（スケット姉妹・カシラ、由加の母、ネズミさん、田中敬子〈床の女〉、番犬、嵐山部屋のおかみさん、MK5解説ナレーション、アベックの女、スシ鼠、生徒A、サラリーマンB、園児A〈エミちゃん〉、子ネコB、保健室の女の子A、女性客B、園児E）

1999年
- イケてる2人（蟻賀瀬涼子）

2001年
- ジャングルはいつもハレのちグゥ（山田ひろこ）

2003年
- ウルトラマニアック（広田明穂、女生徒 他）

2004年
- 愛してるぜベイベ★★（中里利恵先生）

2006年
- 妖怪人間ベム（2006年）（おばさん）

2009年
- クプ〜!!まめゴマ!（お母さん、ハヤトくん）

### 劇場アニメ
- 蓮如物語（1998年、村人）

### OVA
- ファーストKiss☆物語 〜Kissからはじまる物語〜（2000年、杉崎由希子）
- ジャングルはいつもハレのちグゥデラックス/FINAL（2002年 - 2003年、山田ひろ子） - 2シリーズ

### ゲーム
1997年
- ああっ女神さまっ（メーキャップ）

1998年
- 英雄志願 -Gal Act Heroism-（サラス）
- 卒業Album（尾崎恭子）
- 卒業III Wedding Bell（尾崎恭子）
- どきどきON AIR
- はたらく☆少女 てきぱきワーキン・ラブFX
- ファーストKiss☆物語（杉崎由希子）
  - ヒューネックスファイターズ'98（メイ・スター） ※『ファーストKiss☆物語』付属ミニゲーム。

- NOON（ジェライラ）

1999年
- マリオネットカンパニー

2002年
- ファーストKiss☆物語II 〜あなたがいるから〜（アイコ）

2005年
- アニマムンディ 終わりなき闇の舞踏（マリーン・ルブロン）
- 必殺裏稼業（おとき）
- ポンコツ浪漫大活劇バンピートロット（セイボリー）

2006年
- 絶体絶命都市2 -凍てついた記憶たち-（藤宮春香）

### ドラマCD
- 花のあすか組!（少女4、少女C）
- 卒業III Wedding Bell Radio Drama Collection（1998年、尾崎恭子）
- CDドラマコレクションズ 三國志DX6
- 東京星に、行こう CDアルバム Vol.1
- 〈Fantastic Character Series〉ファーストKiss☆物語（1998年6月17日、ポニーキャニオン）
- ファーストKiss☆物語 オリジナルヴォイスコレクション（1998年9月23日、日本クラウン）
- ファーストKiss☆物語1（1998年11月21日、PIONEER LDC）
- ファーストKiss☆物語 イメージ・ヴォーカル・アルバム（1999年1月21日、バンダイ・ミュージックエンタテインメント）
- ファーストKiss☆物語2（1999年1月30日、PIONEER LDC）
- ファーストKiss☆物語3（1999年2月27日、PIONEER LDC）
- バラエティCD ファーストKiss☆物語1（1999年5月22日、PIONEER LDC）
- バラエティCD ファーストKiss☆物語2（1999年6月26日、PIONEER LDC）

### 吹き替え
- 嵐が丘（イザベラ・リントン〈ジェラルディン・フィッツジェラルド〉）※PDDVD版

### CM
- PS,SS「卒業III」

### TV
- キッズステーションANIMEX倶楽部
- テレビ東京渋谷でチュッ!

### ラジオ
- TBSラジオ角川アニメホットライン
- TBSラジオ嶋方淳子のげむげむパーティー
- 文化放送ノンコとのび太のアニメスクランブル 1998年5月1日

### イベント
- 神谷明ふれあいコンサート 日本橋三越
  - 1997年5月4日
  - 1997年7月2?日
  - 1997年11月9日
  - 1998年7月2日
- ファーストKiss☆物語関連
  - ファーストKiss☆物語「ブロッコリー祭」
  - ファーストKiss☆物語トークショー「東京キャラクターショー」東京BigSight Hunex Booth 1998年8月2、3日
  - ファーストKiss☆物語トークショー「東京ゲームショウ'98 Autumn」
  - PS版ファーストKiss☆物語発売記念イベント
    - ソフマップ東京本部 1998年11月28日 13:00 - 、16:00 -
    - アニメイト川越 1998年11月29日 13:00 - 、16:00 -
    - ソフマップ大阪9号店 1998年12月6日 13:00 -
    - アニメイト阿倍野ベルタ 1998年12月6日 16:00 -
- サンシャシンシティワールドインポートマート Hunex Booth 1998年1月25日 12:00 - 、14:00 -
- 卒業III関連
  - 卒業III「卒業III ひな祭りコンサート」 クラブチッタ川崎 1998年3月1日
  - 卒業III「東京ゲームショウ'98 Spring」幕張メッセ 小学館Production Booth 1998年3月21、22日
  - 卒業III「WASEDA PUREPURE FESTIVAL'98 2nd Stage」練馬文化センター 小ホール 1998年4月18日
- 渋谷でCHU! 公開録画 渋谷公園通り劇場 1998年4月22日
- 東京BigSight Human Booth 1998年10月10、11日 各日12:00 -
- デジタルキャラクターフェスティバル 池袋サンシャイン文化会館Bホール 1999年1月17日 13:00頃 -

### 雑誌
- NewType 1997年2月
- Magazine MEGU 1995年12月、1996年1月
- VOiCE Animage Vol.9、19
- グランプリJr.CHU Vol.1
- 声優グランプリ Vol.16、17
- SATURN FAN 1998年3月13日
- 電撃セガサターン Vol.17
- アニラジグランプリ
- セガサターンマガジン 1998年3月27日
- イケてる2人特集号 少年画報社 1999年2月8日頃

### その他
- ごま書房「声優の素顔」
- 小学館「卒業III Wedding Bell Official Guide Book」
- 光栄「卒業III Wedding Bell Memorial Book」
- NTT 関東支社ニュース 顔出し

## ディスコグラフィ

### キャラクターソング
| 発売日        | 商品名                                | 歌 | 楽曲                                    | 備考                                             |
| ------------- | ------------------------------------- | --- | --------------------------------------- | ------------------------------------------------ |
| 1998年3月21日 | Happy Bell 〜幸せのベルを鳴らせ!〜    | 尾崎恭子（古山あゆみ）、菊池希美（中山真奈美）、斎藤由加里（小松里賀）、松山美咲（高橋千晶）、渡辺和恵（根橋美絵子） | 「Happy Bell 〜幸せのベルを鳴らせ！〜」 | ゲーム『卒業III Wedding Bell』オープニングテーマ |
| 1998年3月21日 | Happy Bell 〜幸せのベルを鳴らせ!〜    | 尾崎恭子（古山あゆみ）、菊池希美（中山真奈美）、斎藤由加里（小松里賀）、松山美咲（高橋千晶）、渡辺和恵（根橋美絵子） | 「天使のくちびる」                      | ゲーム『卒業III Wedding Bell』エンディングテーマ |
| 1998年4月21日 | 卒業III Wedding Bell Vocal Collection | 尾崎恭子（古山あゆみ）                                                                                               | 「甘いジェラシー」                      | ゲーム『卒業III Wedding Bell』関連曲             |